# Only Time – The Collection
Only Time: The Collection er et bokssæt fra den irske sanger, sangskriver og musiker Enya, der blev udgivet i november 2002. Sættet inkluderer 51 numre fordelt på 4 CD'er og dækker hendes udgivelser fra debutalbummet Enya i 1987 til hendes single "May It Be" fra 2002. Sammen med albummet var et hæfte på 48 sider der indeholder tekster fra Enyas faste samarbejdspartner Roma Ryan. Videoen til "Oíche Chiúin" er også inkluderet på den fjerde disc, og er en optagelse af er fra en optræden i BBC-programmet Christmas Day in the Morning sendt d. 25. december 1996 optaget i Christ Church Cathedral i Dublin. Derudover er der inkluderet en video og en screensaver samt en samling af billeder. Den blev udgivet i begrænset oplag på verdensplan med samlet 200.000 eksemplarer, hvoraf der blev solgt over 60.000 i USA. Sangen er skrevet af Enya, Nicky og Roma.

## Spor

### Disc 1
| #   | Titel                                                | Original album   | Længde |
| --- | ---------------------------------------------------- | ---------------- | ------ |
| 1.  | "Watermark"                                          | Watermark (1988) | 2:24   |
| 2.  | "Exile"                                              | Watermark        | 4:20   |
| 3.  | "Aldebaran"                                          | Enya (1986)      | 3:05   |
| 4.  | "March of the Celts"                                 | Enya             | 3:15   |
| 5.  | "Boadicea"                                           | Enya             | 3:28   |
| 6.  | "The Sun in the Stream"                              | Enya             | 2:54   |
| 7.  | "On Your Shore"                                      | Watermark        | 3:59   |
| 8.  | "Cursum Perficio"                                    | Watermark        | 4:06   |
| 9.  | "Storms in Africa" (original Irish language version) | Watermark        | 4:03   |
| 10. | "The Celts"                                          | Enya             | 2:56   |
| 11. | "Miss Clare Remembers"                               | Watermark        | 1:59   |
| 12. | "I Want Tomorrow"                                    | Enya             | 4:00   |

### Disc 2
| #   | Titel                                | Original album        | Længde |
| --- | ------------------------------------ | --------------------- | ------ |
| 1.  | "Orinoco Flow"                       | Watermark             | 4:25   |
| 2.  | "Ebudæ"                              | Shepherd Moons (1991) | 1:53   |
| 3.  | "River"                              | Watermark             | 3:10   |
| 4.  | "The Longships"                      | Watermark             | 3:36   |
| 5.  | "Na Laetha Geal M'Óige"              | Watermark             | 3:54   |
| 6.  | "Book of Days" (English/Irish lyric) | Shepherd Moons        | 2:55   |
| 7.  | "Shepherd Moons"                     | Shepherd Moons        | 3:42   |
| 8.  | "Caribbean Blue"                     | Shepherd Moons        | 3:56   |
| 9.  | "Evacuee"                            | Shepherd Moons        | 3:49   |
| 10. | "Evening Falls..."                   | Watermark             | 3:46   |
| 11. | "Lothlórien"                         | Shepherd Moons        | 2:08   |
| 12. | "Marble Halls"                       | Shepherd Moons        | 3:51   |

### Disc 3
| #   | Titel                          | Original album             | Længde |
| --- | ------------------------------ | -------------------------- | ------ |
| 1.  | "Afer Ventus[a]"               | Shepherd Moons             | 4:06   |
| 2.  | "No Holly for Miss Quinn"      | Shepherd Moons             | 2:40   |
| 3.  | "The Memory of Trees"          | The Memory of Trees (1995) | 4:18   |
| 4.  | "Anywhere Is"                  | The Memory of Trees        | 3:58   |
| 5.  | "Athair Ar Neamh"              | The Memory of Trees        | 3:39   |
| 6.  | "China Roses"                  | The Memory of Trees        | 4:47   |
| 7.  | "How Can I Keep from Singing?" | Shepherd Moons             | 4:22   |
| 8.  | "Hope Has a Place"             | The Memory of Trees        | 4:44   |
| 9.  | "Tea-House Moon"               | The Memory of Trees        | 2:41   |
| 10. | "Pax Deorum"                   | The Memory of Trees        | 4:58   |
| 11. | "Eclipse"                      | A Box of Dreams (1997)     | 1:30   |
| 12. | "Isobella"                     | A Day Without Rain (2000)  | 4:27   |

Notes
- ↑[a] misspelled as "After Ventus" in track listings

### Disc 4
| #   | Titel                                           | Original album                                    | Længde |
| --- | ----------------------------------------------- | ------------------------------------------------- | ------ |
| 1.  | "Only Time"                                     | A Day Without Rain                                | 3:38   |
| 2.  | "A Day Without Rain"                            | A Day Without Rain                                | 2:38   |
| 3.  | "Song of the Sandman (Lullaby)"                 | b-side of "Wild Child" single (2001)              | 3:40   |
| 4.  | "Willows on the Water"                          | A Box of Dreams                                   | 3:00   |
| 5.  | "Wild Child"                                    | A Day Without Rain                                | 3:47   |
| 6.  | "Flora's Secret"                                | A Day Without Rain                                | 4:05   |
| 7.  | "Fallen Embers"                                 | A Day Without Rain                                | 2:29   |
| 8.  | "Tempus Vernum"                                 | A Day Without Rain                                | 2:24   |
| 9.  | "Deora Ar Mo Chroí"                             | A Day Without Rain                                | 2:48   |
| 10. | "One by One"                                    | A Day Without Rain                                | 3:53   |
| 11. | "The First of Autumn"                           | A Day Without Rain                                | 3:08   |
| 12. | "Lazy Days"                                     | A Day Without Rain                                | 3:43   |
| 13. | "May It Be" (single version)                    | The Lord of the Rings: The Fellowship of the Ring | 3:30   |
| 14. | "Oíche Chiúin (Silent Night)"                   |                                                   | 3:45   |
| 15. | "Oíche Chiúin (Silent Night) (Video)" (video *) |                                                   | 3:45   |

* Courtesy of BBC Television

## Hitlister
| Hitliste (2001)                    | Højeste placering |
| ---------------------------------- | ----------------- |
| Holland (Album Top 100)            | 37                |
| German Albums (Offizielle Top 100) | 93                |